# Édouard Harlé
Édouard Harlé (Toulouse, 15 de mayo de 1850-Burdeos, 28 de julio de 1922) fue un ingeniero de caminos y prehistoriador francés, director de la Compagnie des chemins de fer du Midi et du Canal latéral à la Garonne.
Por sus investigaciones de la prehistoria fue nombrado miembro de la Real Academia de la Historia de Madrid, de la Société Préhistorique Française, y en 1910 de la Académie des sciences, belles-lettres et arts de Bordeaux, convirtiéndose en su archivero en 1912. Por su labor como ingeniero obtuvo la Cruz de la Legión de Honor.

## Polémica de Altamira
Estuvo involucrado, junto a Cartailhac y Mortillet, en las fuertes críticas que recibió Sautuola respecto a las pinturas de la cueva de Altamira, las primeras de la prehistoria identificadas como tales, hasta que comenzaron a encontrar pinturas similares en Francia y hasta que Cartailhac en 1902 reconoció haberse confundido y escribió su La cueva de Altamira. Mea culpa de un escéptico (La grotte d' Altamira. Mea culpa d'un sceptique).

## Excavaciones
- 1881 - Prospecciones de Harlé en las dos visitas que realizó a la cueva de Altamira. Fue acompañado por Sautoula, durante las cuales recogió gran cantidad de muestras y que actualmente se conservan en el Museo de Toulouse;[4]
- 1909 - Excavación de los yacimientos de Torralba y Ambrona;[5]

## Obra
Harlé publicó gran cantidad de libros y artículos, entre los que se encuentran los siguientes:
- Harlé, Édouard (1881). «La grotte d'Altamira près de Santander (Espagne)» (JPEG o PDF o PNG o TXT). Matériaux pour l'histoire primitive et naturelle de l'homme (en francés) (Toulouse: Imp. Durand, Fillous et Lagarde). 2ª serie, tomo XII: 275-283 y lámina VIII. Consultado el 9 de febrero de 2013.

- «Notes prises au cours de chemins de fer 1891-1892», 1892.
- «Restes d'élan et de lion dans une station préhistorique de transition entre le quaternaire et les temps actuels à Saint-Martory (Haute-Garonne)», 1894.
- «Catalogue de paléontologie quaternaire des collections de Toulouse», 1899.
- «Rochers Creusés par des Colimaçons: A Salies-du-Salat (Haute-Caronne)», 1900.
- «Gisement à Saïga dans le sud-ouest de la France», 1900.
- «Faune quaternaire de Saint-Sébastien (Espagne)», 1908.
- «Faune de la grotte Das Fontainhas», 1908.
- «Faune quaternaire de la province de Santander (Espagne)», 1908.
- «Ossements de renne en Espagne», 1908.
- «Essai d'une liste des mammifères et oiseaux quaternaires connus jusqu'ici dans la péninsule ibérique», 1909.
- «Faune de la grotte à Hyènes rayées de Furninha et d'autres grottes de Portugal», 1909.
- «Une Nouvelle faune de mammifères des phosphorites du Quercy», 1909.
- «Porc-épic quaternaire des environs de Montréjeau (Haute-Garonne)», 1910.
- «La Hyaena intermedia et les ossemens humatiles des cavernes de Lunel-Viel», 1910.
- «Restes d'elephas primigenius ... des Landes», 1910.
- «Les Mammifères et oiseaux quaternaires connus jusqu'ici en Portugal: Mémoire suivi d'une liste générale de ceux de la péninsule ibérique», 1910.
- «Le Vol de grands reptiles et insectes disparus semble indiquer une pression atmosphérique élevée», 1911.
- «Nouvelle découverte de Lemming à Teyjat (Dordogne)», 1911.
- «Dunes parallèlles sur la côte de Gascogne», 1912.
- «Nombreux restes de Lemming dans la station préhistorique de l'abri Mège, à Teyjat. (Dordogne)», 1912.
- «Un capridé quaternaire de la Dordogne, voisin du Thar actuel de l'Himalaya», 1914.
- Le premier bateau à vapeur bordelais (PDF) (en francés). Bordeaux: impr. de Gounouilhou. 1914. Archivado desde el original el 3 de marzo de 2016. Consultado el 1 de noviembre de 2015.
- «Livre de famille: recueil de documents sur ma famille», 1914.
- «Les dunes continentales des Landes de Gascogne», 1916.
- «Mechanics of the Panama canal slides», 1916.
- «Les premiers travaux de construction de l'observatoire du sommet du Pic du Midi», 1919.
- «Quelques notes sur le Général de Nansouty, créateur de l'observatoire du Pic du Midi», 1920.
- Mémoire sur les dunes de Gascogne : avec observations sur la formation des dunes (PDF) (en francés). Burdeos: Imprimerie nationale. 1920. Archivado desde el original el 3 de marzo de 2016. Consultado el 1 de noviembre de 2015.
- «Quelques inventions de la Grande Guerre et de la guerre de 1870», 1921.
- «Études sur les landes de Gascogne. I. La soi-disant "Pénéplaine landaise" de Gascogne. II. Ancien lit de l'Adour à son débouché dans la mer, avec observations sur les dunes...».
- «Signes peints sur des maisons en Espagne».
- «Une empreinte pédiforme moderne».
- «Les ressources forestières et les améliorations sylvo-pastorales dans les Hautes-Pyrénées».

## Galería

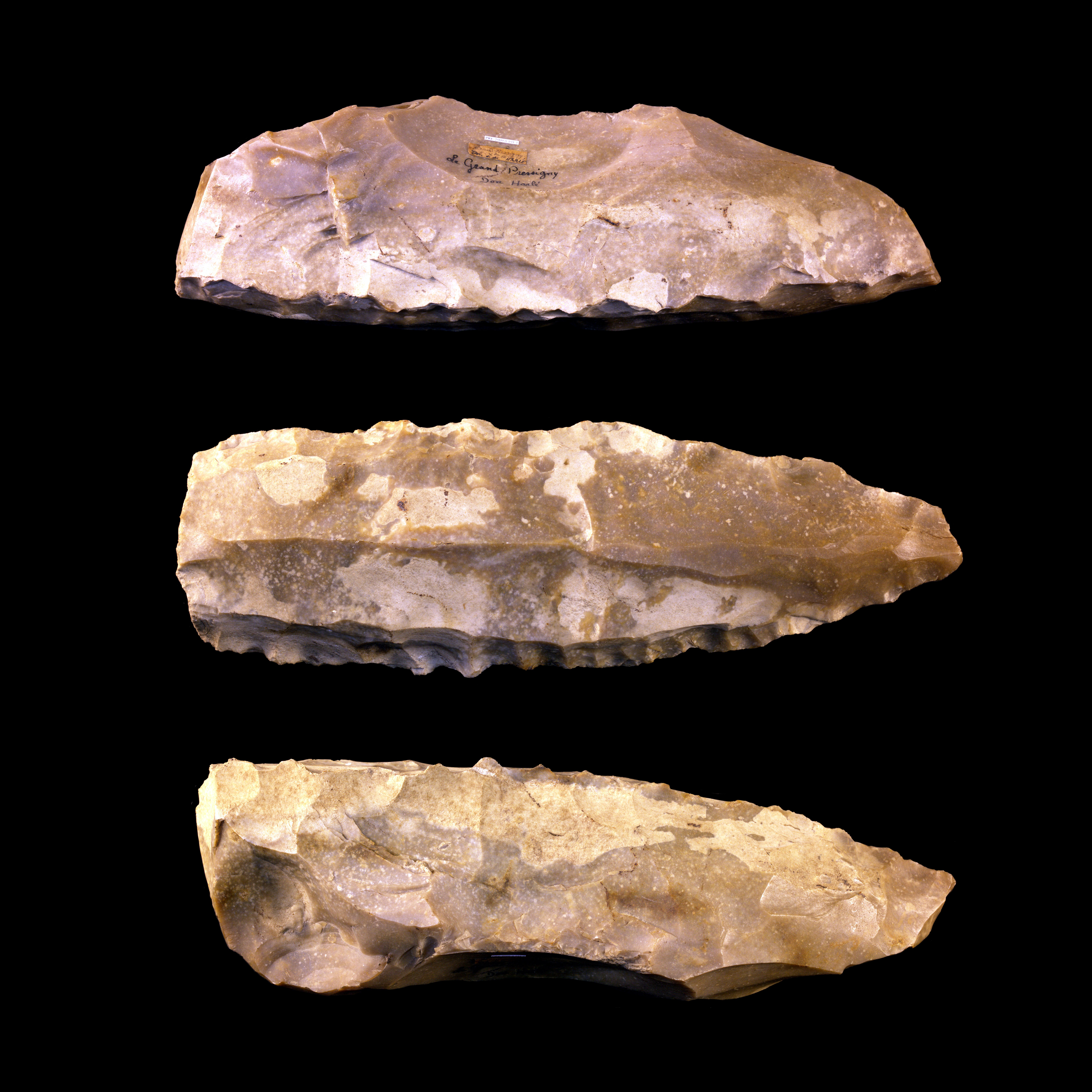
Núcleos líticos del Neolítico recogidos por Harlé en Grand-Pressigny (Indre-et-Loire). Colección É. Harlé, conservada en el Museo de Toulouse (MHNT).
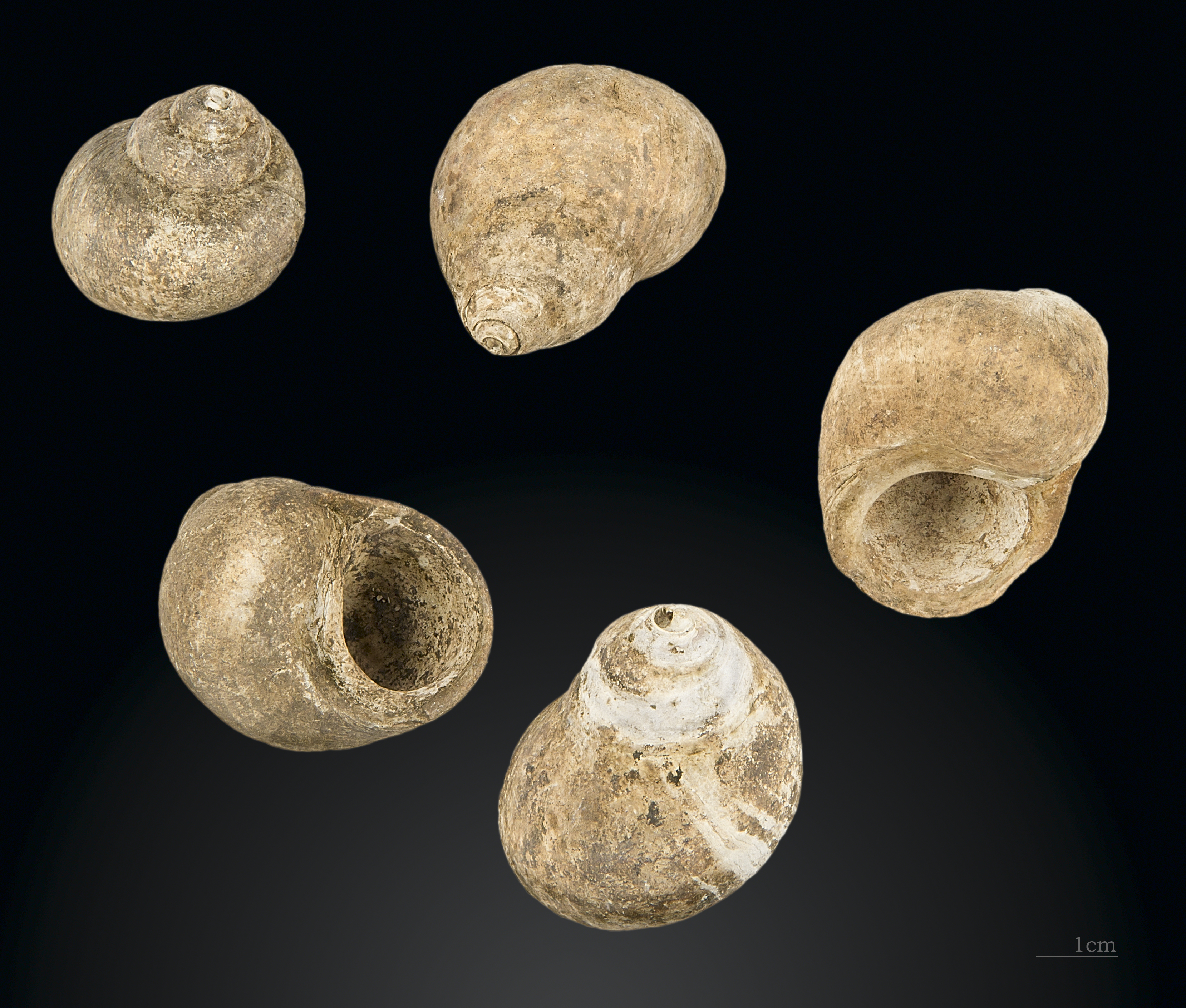
Bígaros de Altamira, recogidos en 1881 - MHNT.
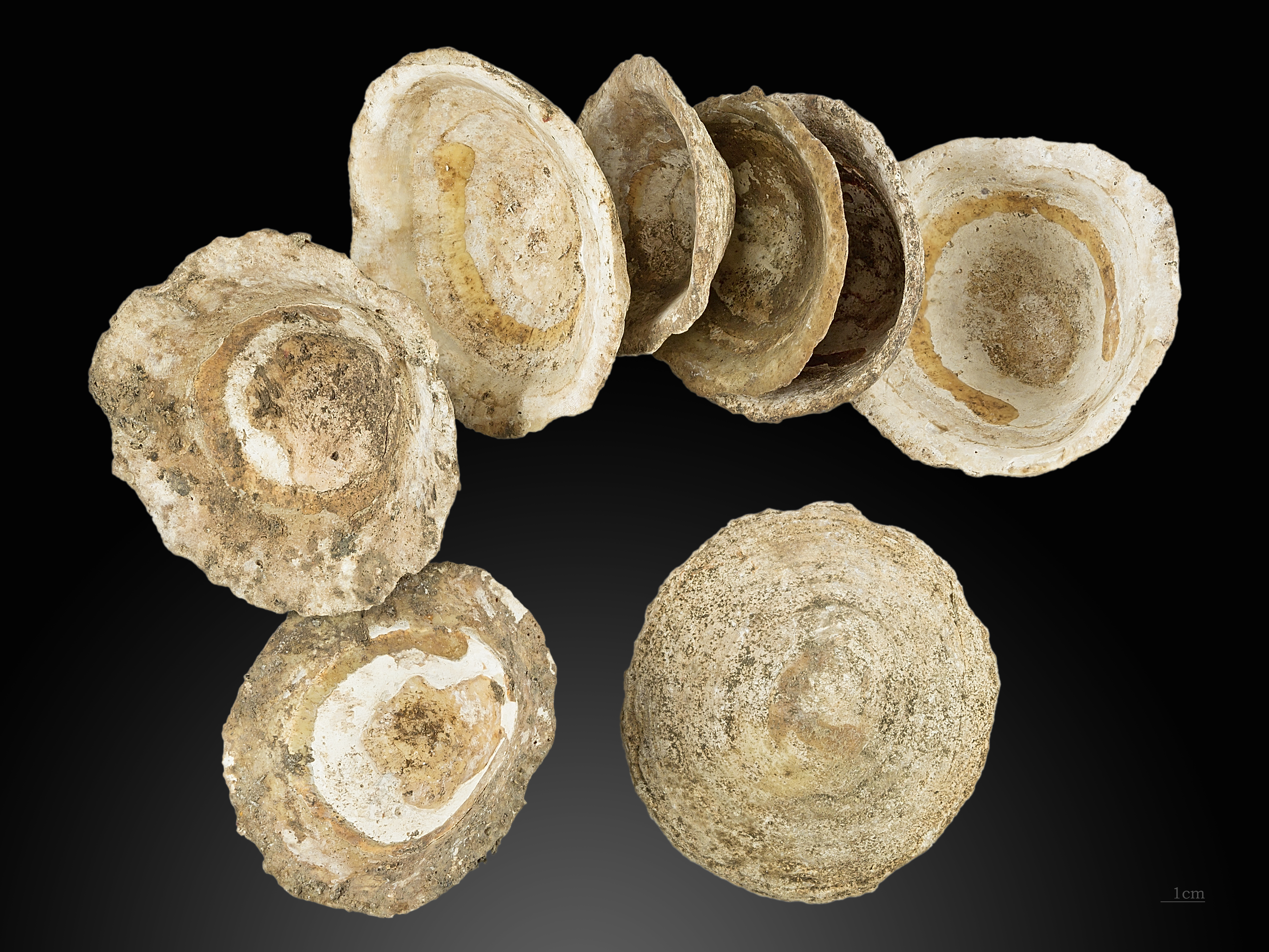
Patelas de Altamira, recogidas en 1881 - MHNT.
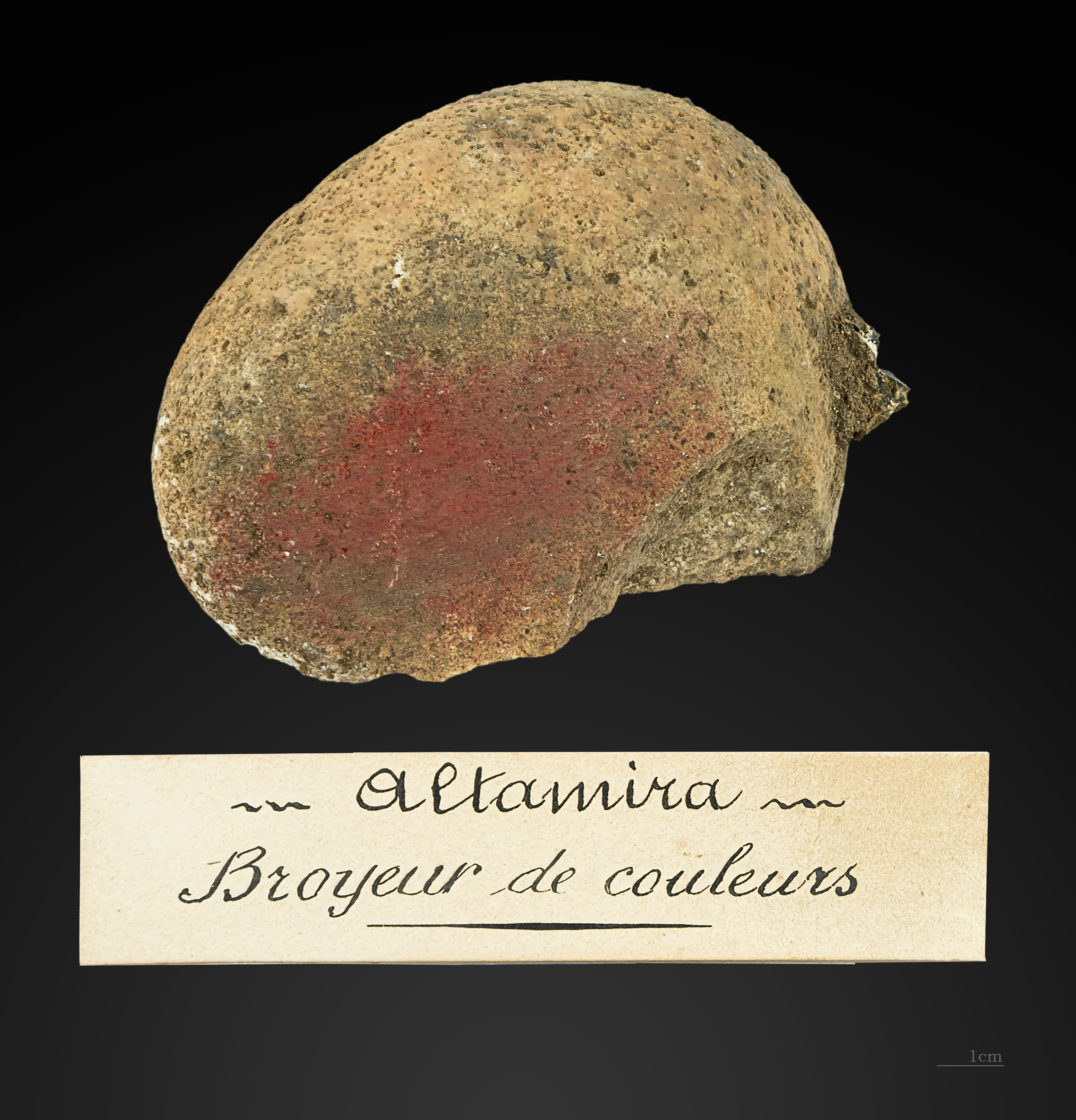
Muela para pigmentos de Altamira, recogido en 1881 - MHNT.
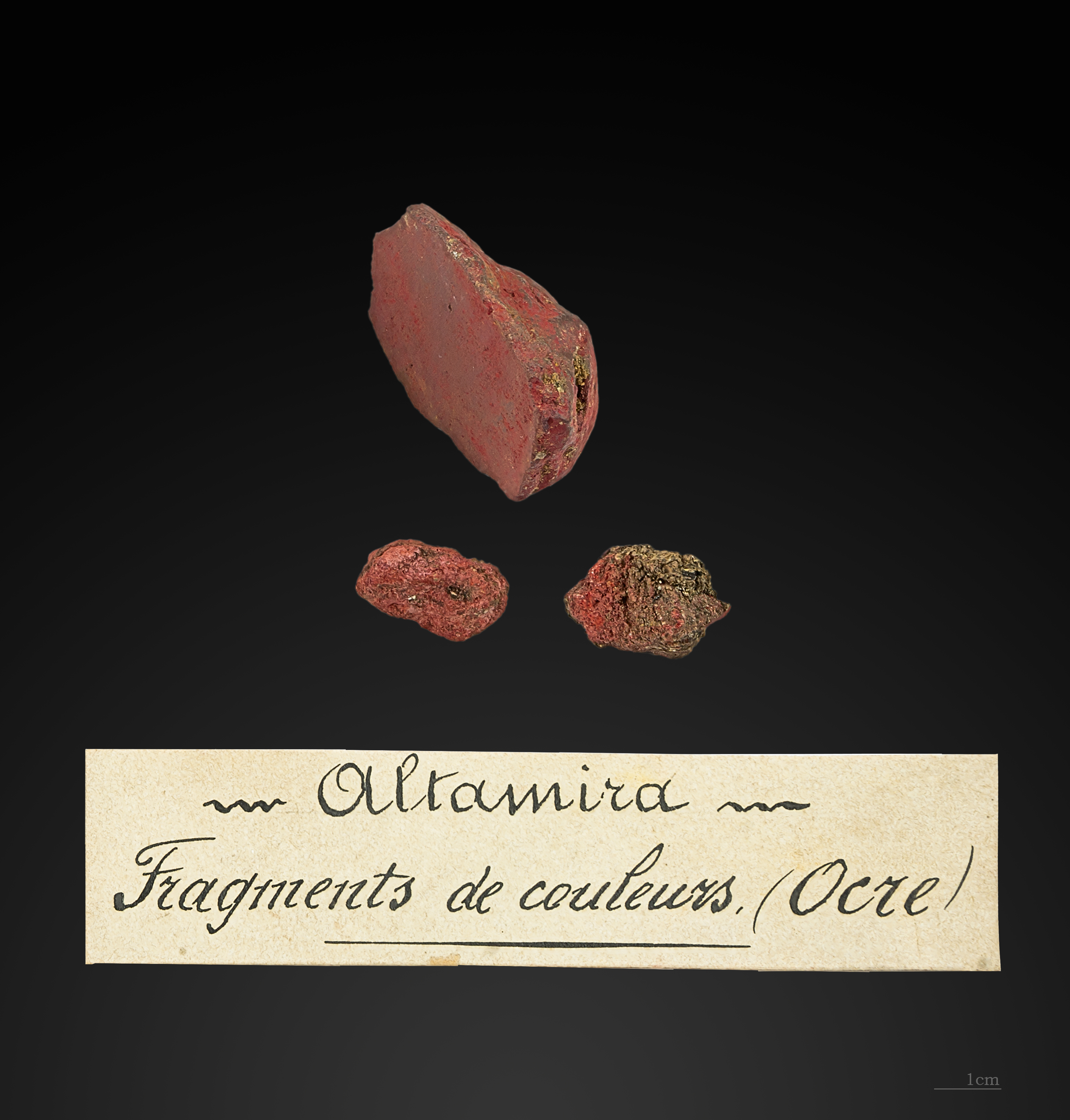
Restos de pigmento de ocre rojo de Altamira, recogidos en 1881 - MHNT.